# Túraautó-világbajnokság
A túraautó-világbajnokság (World Touring Car Championship) az FIA irányítása alá tartozó autóverseny-sorozat volt, amelyet 1987 és 2017 között rendeztek meg, majd ezt követően nagyobb szabályváltoztatásokat követően egybeolvadt a TCR nemzetközi sorozattal és túraautó-világkupa (World Touring Car Cup) néven írták ki.

## Történelem

### 1987

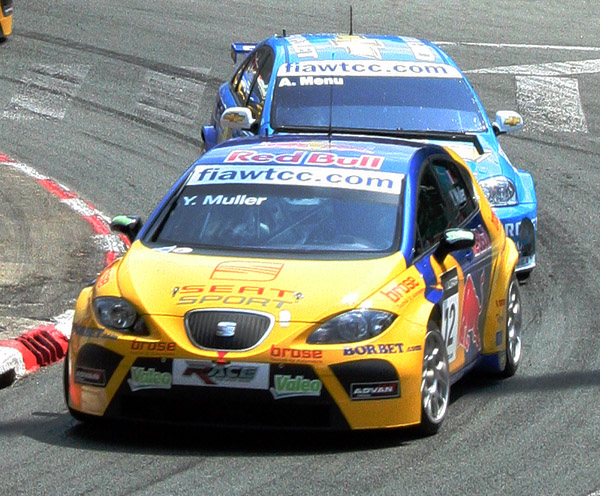
Yvan Muller a Seattal 2007-ben

Az FIA 1987-ben a túraautó-Európa-bajnokság (European Touring Car Championship) mellett párhuzamosan világbajnokság elindítására is kísérletet tett. A tradicionális európai versenyek mellett négy Európán kívüli helyszín kapott helyet a versenynaptárban, ezek Bathurst, Calder, Wellington és Fudzsi versenypályái voltak. A sorozat bemutatkozása katasztrofálisan sikerült, mind a BMW-vel, mind a Ford Sierrával futó csapatok autóit kizárták az évad adott versenyeit követően. Az Alfa Romeo a tengerentúli helyszínekre már el sem utazott. 1987-ben voltak ugyan szórakoztató versenyek, de a háttérben történt események miatt a sorozat teljesen komolytalanná vált. A versenyzők bajnokságát végül Roberto Ravaglia nyerte BMW M3-as versenygépével, a csapatok között a 7-es rajtszámú Eggenberger Texaco Ford végzett az első helyen a Ford Sierrával. Az 1987-es évet egyelőre nem követte újabb világbajnoki szezon, így a nemzetközi túraautózást 1988-ban már újra az ETCC képviselte.

### 1993–1995
Az 1990-es évek elejétől számos európai és Európán kívüli túraautós bajnokságban a Supertouring szabályoknak megfelelően bonyolították le a versenyeket. Látva a Supertouring népszerűségét, az FIA 1993-ban megrendezte az első túraautó-világkupát (World Touring Car Cup), amelynek helyszíne a történelmi monzai versenypálya volt. Az eseményre a világ minden pontjáról érkeztek versenyzők az országos bajnokságokból. Az első világkupa győztese a Ford Mondeóval versenyző Paul Radisich volt. Ezután még két alkalommal rendeztek világkupaversenyt. 1994-ben Donington Parkba látogatott a világkupa mezőnye, a verseny végén szintén Paul Radisich emelhette magasba a trófeát. Az 1995-ös világkupaversenyen az Audi Quattrót terelgető Frank Biela diadalmaskodott a Paul Ricard versenypályán. Az 1996-os világkupát az Red Bull Ringen a kevés jelentkező miatt lefújták, ezután nem tartottak ilyen versenyeket.

## Autók

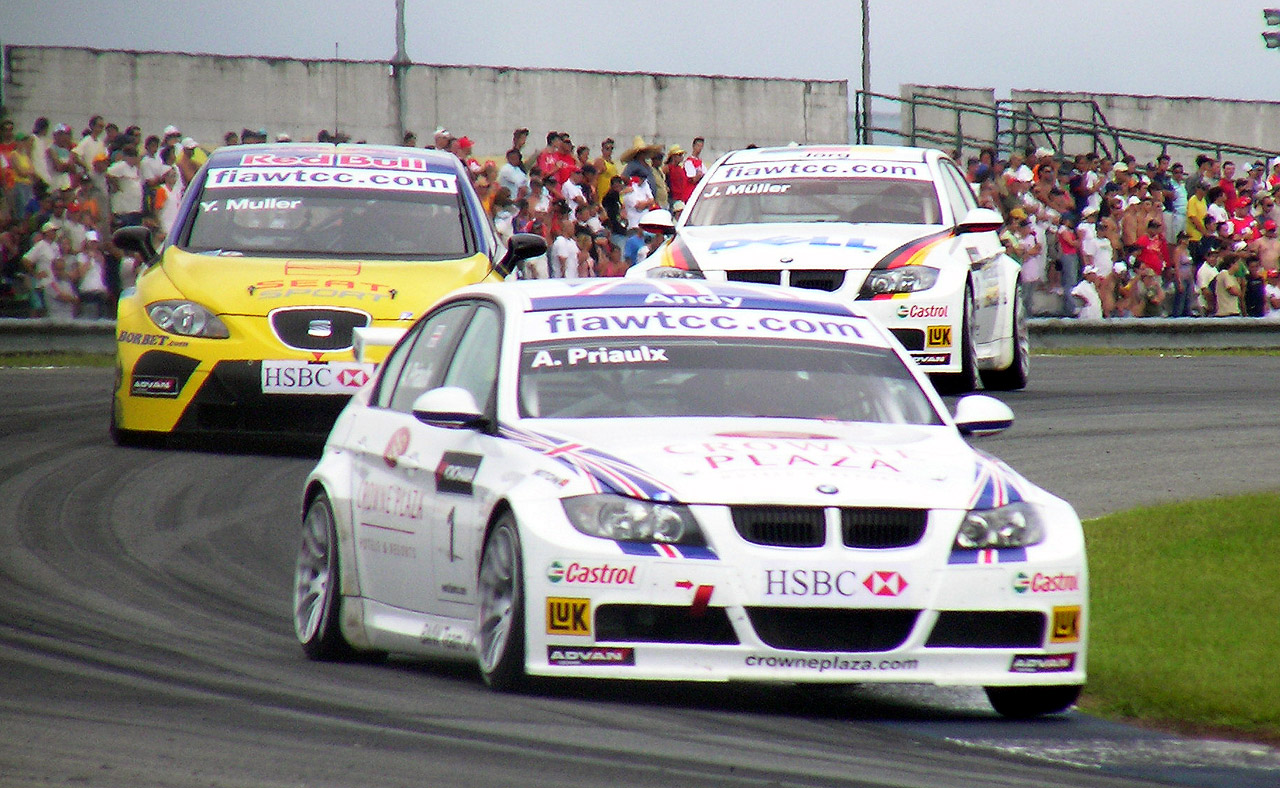
Andy Priaulx és Yvan Müller 2007-ben

Jelenleg öt gyártó képviselteti magát a sorozatban: a Volvo, a Chevrolet, a Citroën, a Honda és a Lada. A Honda 2013-ban lépett be újra a világbajnokságba a Honda Civic-kel, amellyel ettől az évtől a Zengő Motorsport is rajthoz állt. Az autót az olasz JAS Motorsport építette, a motort pedig a Honda fejlesztette. 2008-ban érkezett a sorozatba a Lada privát csapatként, majd 2009-ben a válság miatt kiszálltak, azonban 2013-ban újra indultak gyári csapatként a Lada Grantával. 2014-től csatlakozott a Citroën is a sorozathoz a Citroën C-Elysée-vel, így a Honda és a Lada mellett a Citroën szerepel még gyári csapatként a bajnokságban.

## Magyarok a WTCC-ben
A túraautó-világbajnokságon első magyarként Michelisz Norbert állt rajthoz a 2010-es esztendőben egy SEAT Leónnal, a magyar Zengő-Dension csapattal, és a szezon utolsó fordulójának (Macau) második versenyét megnyerve, a bajnoki összesítésben végül 9. lett. 2011-ben a Zengő-Dension csapat BMW 320 TC-vel állt rajthoz Belgiumban. A 2012-es szezonban a Zengő Motorsport már két autót nevezett, melyeket Michelisz Norbert és Wéber Gábor vezetett. Ebben az évben Michelisz Norbert nagyszerű rajttal megnyerte a Hungaroringen szervezett verseny második futamát, az év végén pedig megnyerte a független bajnokságot (Yokohama Independents' Trophy). A csapat 2013-ban márkát váltott, és azóta Honda versenyautóval állnak rajthoz. Michelisz 2016-ban a gyári Honda istállóhoz szerződött, helyén két fiatal, Ficza Ferenc és Nagy Dániel kapott bizonyítási lehetőséget. 
A 2014-es esztendőben Belgiumban Nagy Norbert a Campos Racing színeiben, egy TC2-es SEAT Leónnal állt rajthoz, az első futamon 20., a második futamon 18. helyen végzett, mindkétszer harmadik helyet szerezve a TC"-es autók versenyében. A 2017-es
szezonban a Zengő Motorsport Nagy Dánielt és Szabó Zsoltot versenyeztette, míg Michelisz az utolsó futamig esélyes volt a világbajnoki címre, végül az összetett pontverseny második helyén zárt.

## Szabálykönyv

### Super2000-es szabályzat
A Super2000-es Szabályzat értelmében a WTCC-ben csakis négyajtós, négyüléses személygépkocsiból átalakított versenyautók indulhattak, amelyeknek legkevesebb 4,2 méter hosszúnak kell lenniük. A gyártónak az adott típusból az előző 12 hónapban 2500 darabszámot kellett legyártania és 25 000 darabot kellett értékesítenie. A versenyautóhoz kapcsolódó külső elemek elhelyezéséről az FIA technikai szabályzata külön rendelkezett. A motor maximális hengerűrtartalma 1600 cm³-es turbó lehetett, a megengedett legmagasabb fordulatszám a motor típusától függött: a négyhengeres típus esetén 8500, öthengeresek esetén 8750, hathengeresek esetén 9000-es maximális percenkénti fordulatszám volt megengedett. A motornak négy egymást követő versenyt kellett hiba nélkül teljesítenie. Amennyiben meghibásodás miatt ez a feltétel nem teljesült és cserére került sor, úgy a pilótát a rajtrácson tíz rajtpozícióval hátrébb sorolták. Tartalékautó használata nem volt megengedett. A szabályok kétféle váltótípust különböztettek meg: a hagyományos, ötsebességű H-váltót (régi BMW 320si) és a szekvenciális, hatsebességű váltót (Seat, Chevrolet, Honda, Lada, Volvo). Az üzemanyagot 10% 2. generációs bioüzemanyaggal keverték. Az autók között megengedettek voltak mind az első-, mind a hátsókerék meghajtásúak. Első kerék meghajtású volt a Chevrolet, a Ford, a Honda, a Seat és a Lada, hátsókerék meghajtású a BMW.

### Pontozás
1987-ben az első tíz helyezett kapott pontot, 20-15-12-10-8-6-4-3-2-1 eloszlásban. A sorozat 2005-ös újraindításakor a Formula–1 pontrendszerét vették át, így az első nyolc szerezhet pontot. 2010-től ismét változott a pontrendszer, az első tíz helyezett kapott pontot, 25-18-15-12-10-8-6-4-2-1 elosztásban.
2017 részleges változást hozott: az egy hétvégén rendezett két futamból a Nyitó Verseny pontozása változatlan maradt, míg a Fő Verseny eddig kiosztott pontjait megnövelték, így az első tíz helyezett – a győztes versenyzőtől számítva – 30, majd 23-19-16-13-10-7-4-2-1 pontot kap. További újítás a pontozásban, hogy már az Időmérőn elért helyezések után is pontokat osztanak az első öt helyezettnek, így a leggyorsabb versenyzőtől számítva további 5-4-3-2-1 pontot szerezhetnek a versenypilóták.
| Pontozás  | Pontozás      | Pontozás | Pontozás | Pontozás | Pontozás | Pontozás | Pontozás | Pontozás | Pontozás | Pontozás | Pontozás |
| Év        | Év            | 1.       | 2.       | 3.       | 4.       | 5.       | 6.       | 7.       | 8.       | 9.       | 10.      |
| --------- | ------------- | -------- | -------- | -------- | -------- | -------- | -------- | -------- | -------- | -------- | -------- |
| 1987      | 1987          | 20       | 15       | 12       | 10       | 8        | 6        | 4        | 3        | 2        | 1        |
| 2005-2009 | 2005-2009     | 10       | 8        | 6        | 5        | 4        | 3        | 2        | 1        | 0        | 0        |
| 2010-2016 | 2010-2016     | 25       | 18       | 15       | 12       | 10       | 8        | 6        | 4        | 2        | 1        |
| 2017      | Nyitó Verseny | 25       | 18       | 15       | 12       | 10       | 8        | 6        | 4        | 2        | 1        |
| 2017      | Fő Verseny    | 30       | 23       | 19       | 16       | 13       | 10       | 7        | 4        | 2        | 1        |

## Statisztika
A túraautó-világbajnokság statisztikai adatai (pole pozíció, legtöbb győzelem stb) a 2005-ös szezontól vannak beszámítva, az 1987-es szezon adatait nem tartalmazzák. Pole pozíció alatt a kvalifikáción elért legjobb időeredmény van értelmezve, így a második futam első rajtkockája nem számít bele ebbe az értékelésbe.
| Túraautó-világbajnokság | Túraautó-világbajnokság | Túraautó-világbajnokság    | Túraautó-világbajnokság | Túraautó-világbajnokság  | Túraautó-világbajnokság                    | Túraautó-világbajnokság | Túraautó-világbajnokság  | Túraautó-világbajnokság | Túraautó-világbajnokság  | Túraautó-világbajnokság |
|                         | Versenyzők bajnoksága   | Versenyzők bajnoksága      | Versenyzők bajnoksága   |                          | Gyártók bajnoksága                         | Gyártók bajnoksága      |                          | Független bajnokság     | Független bajnokság      | Független bajnokság     |
| Év                      | Versenyző               | Csapat                     | Autó                    | Gyártó                   | Autó                                       | Versenyző               | Csapat                   | Autó                    |                          |                         |
| ----------------------- | ----------------------- | -------------------------- | ----------------------- | ------------------------ | ------------------------------------------ | ----------------------- | ------------------------ | ----------------------- | ------------------------ | ----------------------- |
| 1987                    | Roberto Ravaglia        | Schnitzer Motorsport       | BMW M3                  | Eggenberger Racing No. 7 | Ford Sierra RS Cosworth Ford Sierra RS 500 | Nem tartották meg       | Nem tartották meg        | Nem tartották meg       |                          |                         |
| Túraautó-világkupa      |                         |                            |                         |                          |                                            |                         |                          |                         |                          |                         |
|                         | Versenyzők bajnoksága   | Versenyzők bajnoksága      | Versenyzők bajnoksága   |                          | Gyártók bajnoksága                         | Gyártók bajnoksága      |                          | Nemzetek bajnoksága     | Nemzetek bajnoksága      | Nemzetek bajnoksága     |
| Év                      | Versenyző               | Csapat                     | Autó                    | Gyártó                   | Gyártó                                     | Nemzet                  | Nemzet                   | Nemzet                  |                          |                         |
| 1993                    | Paul Radisich           | Ford Team Mondeo           | Ford Mondeo             | Nem tartották meg        | Nem tartották meg                          | Olaszország             | Olaszország              | Olaszország             |                          |                         |
| 1994                    | Paul Radisich           | Ford Team Mondeo           | Ford Mondeo             | BMW                      | BMW                                        | Németország             | Németország              | Németország             |                          |                         |
| 1995                    | Frank Biela             | Racing Organisation Course | Audi A4 Quattro         | Audi                     | Audi                                       | Nem tartották meg       | Nem tartották meg        | Nem tartották meg       |                          |                         |
| Túraautó-világbajnokság |                         |                            |                         |                          |                                            |                         |                          |                         |                          |                         |
|                         | Versenyzők bajnoksága   | Versenyzők bajnoksága      | Versenyzők bajnoksága   |                          | Gyártók bajnoksága                         | Gyártók bajnoksága      |                          | Független bajnokság     | Független bajnokság      | Független bajnokság     |
| Év                      | Versenyző               | Csapat                     | Autó                    | Gyártó                   | Autó                                       | Versenyző               | Csapat                   | Autó                    |                          |                         |
| 2005                    | Andy Priaulx            | BMW Team UK                | BMW 320i                | BMW                      | BMW 320i                                   | Marc Hennerici          | Wiechers-Sport           | BMW 320i                |                          |                         |
| 2006                    | Andy Priaulx            | BMW Team UK                | BMW 320si               | BMW                      | BMW 320si                                  | Tom Coronel             | GR Asia                  | SEAT León               |                          |                         |
| 2007                    | Andy Priaulx            | BMW Team UK                | BMW 320si               | BMW                      | BMW 320si                                  | Stefano D'Aste          | Wiechers-Sport           | BMW 320si               |                          |                         |
| 2008                    | Yvan Muller             | SEAT Sport                 | SEAT León TDI           | SEAT                     | SEAT León TDI                              | Sergio Hernández        | Proteam Motorsport       | BMW 320si               |                          |                         |
| 2009                    | Gabriele Tarquini       | SEAT Sport                 | SEAT León 2.0 TDI       | SEAT                     | SEAT León 2.0 TDI                          | Tom Coronel             | SUNRED Engineering       | SEAT León 2.0 TFSI      |                          |                         |
| 2010                    | Yvan Muller             | Chevrolet RML              | Chevrolet Cruze LT      | Chevrolet                | Chevrolet Cruze LT                         | Sergio Hernández        | Proteam Motorsport       | BMW 320si               |                          |                         |
| 2011                    | Yvan Muller             | Chevrolet RML              | Chevrolet Cruze 1.6T    | Chevrolet                | Chevrolet Cruze 1.6T                       | Kristian Poulsen        | Liqui Moly Team Engstler | BMW 320 TC              |                          |                         |
| 2012                    | Robert Huff             | Chevrolet RML              | Chevrolet Cruze 1.6T    | Chevrolet                | Chevrolet Cruze 1.6T                       | Michelisz Norbert       | Zengő Motorsport         | BMW 320 TC              |                          |                         |
| 2013                    | Yvan Muller             | RML                        | Chevrolet Cruze 1.6T    | Honda                    | Honda Civic WTCC                           | James Nash              | bamboo-engineering       | Chevrolet Cruze 1.6T    |                          |                         |
| 2014                    | José María López        | Citroën C-Elysée WTCC      | Citroën Total WTCC      |                          | Citroën                                    | Citroën C-Elysée WTCC   |                          | Franz Engstler          | Liqui Moly Team Engstler | BMW 320 TC              |
| 2015                    | José María López        | Citroën C-Elysée WTCC      | Citroën Total WTCC      |                          | Citroën                                    | Citroën C-Elysée WTCC   |                          | Michelisz Norbert       | Zengő Motorsport         | Honda Civic WTCC        |
| 2016                    | José María López        | Citröen C-Elysée WTCC      | Citröen Total WTCC      |                          | Citröen                                    | Citröen C-Elysée WTCC   |                          | Mehdi Bennani           | Sébestien Loeb Racing    | Citröen C-Elysée WTCC   |
| 2017                    | Thed Björk              | Polestar Cyan Racing       | Volvo S60 Polestar TC1  |                          | Volvo                                      | Volvo S60 Polestar TC1  |                          | Tom Chilton             | Sébestien Loeb Racing    | Citröen C-Elysée WTCC   |

Megjegyzés:
- A 2016-os túraautó-világbajnokság után frissítve.

| 1              | Yvan Muller         | 39 | 1 | Chevrolet  | 83 | 1  | Chevrolet Cruze 1.6T    | 55 | 1  | Yvan Muller         | 24             | 1  | Yvan Muller         | 32           |   |
| 2              | Robert Huff         | 25 | 2 | BMW        | 60 | 2  | BMW 320si               | 43 | 2  | Gabriele Tarquini   | 17             | 2  | Robert Huff         | 22           |   |
| 3              | Alain Menu          | 23 | 3 | SEAT       | 43 | 3  | SEAT León TDI           | 30 | 3  | Alain Menu          | 15             | 3  | Alain Menu          | 20           |   |
| 4              | Gabriele Tarquini   | 19 | 4 | Alfa Romeo | 14 | 4  | Alfa Romeo 156          | 14 | 4  | Robert Huff         | 11             | 4  | Andy Priaulx        | 16           |   |
| 5              | Andy Priaulx        | 18 | 5 | Honda      | 5  | 4  | Chevrolet Lacetti       | 14 | 5  | Augusto Farfus      | 10             | 4  | Gabriele Tarquini   | 16           |   |
| 6              | Augusto Farfus      | 15 | 5 | Citroën    | 5  | 6  | Chevrolet Cruze         | 13 | 6  | Andy Priaulx        | 6              | 6  | Jörg Müller         | 15           |   |
| 7              | Jörg Müller         | 10 |   |            |    | 6  | BMW 320i                | 9  | 7  | Rickard Rydell      | 4              | 7  | Augusto Farfus      | 13           |   |
| 8              | Tiago Monteiro      | 5  |   |            |    | 8  | BMW 320 TC              | 8  | 8  | Jörg Müller         | 3              | 8  | James Thompson      | 7            |   |
| 8              | Rickard Rydell      | 5  |   |            |    | 9  | SEAT León               | 6  | 9  | Jordi Gené          | 2              | 8  | Tiago Monteiro      | 7            |   |
| 10             | Tom Coronel         | 4  |   |            |    | 10 | Citroën C-Elysee WTCC   | 5  | 9  | Tiago Monteiro      | 2              | 10 | Michelisz Norbert   | 6            |   |
| 10             | Alessandro Zanardi  | 4  |   |            |    | 11 | SEAT León WTCC          | 4  | 9  | Michelisz Norbert   | 4              | 11 | Fabrizio Giovanardi | 5            |   |
| 10             | James Thompson      | 4  |   |            |    | 11 | Honda Civic WTCC        | 4  | 12 | Dirk Müller         | 1              | 11 | Rickard Rydell      | 5            |   |
| 10             | Jordi Gené          | 4  |   |            |    | 13 | SEAT Toledo Cupra       | 2  | 12 | Fabrizio Giovanardi | 1              | 11 | Jordi Gené          | 5            |   |
| 10             | Dirk Müller         | 4  |   |            |    | 14 | Honda Accord Euro R     | 1  | 12 | Roberto Colciago    | 1              | 14 | Dirk Müller         | 4            |   |
| 10             | Fabrizio Giovanardi | 4  |   |            |    | 14 | SEAT León 2.0 TDI       | 1  | 12 | James Thompson      | 1              | 14 | Alessandro Zanardi  | 4            |   |
| 16             | José María López    | 3  |   |            |    | 14 | Chevrolet RML Cruze TC1 | 1  | 12 | Félix Porteiro      | 1              | 14 | Pepe Oriola         | 4            |   |
| 16             | Michelisz Norbert   | 3  |   |            |    |    |                         |    | 12 | Alessandro Zanardi  | 1              | 17 | Tom Coronel         | 3            |   |
| 16             | Michel Nykjær       | 3  |   |            |    |    |                         |    | 12 | Nicola Larini       | 1              | 18 | Stefano D'Aste      | 2            |   |
| 19             | Tom Chilton         | 2  |   |            |    |    |                         |    | 12 | José María López    | 1              | 18 | Nicola Larini       | 2            |   |
| 19             | James Nash          | 2  |   |            |    |    |                         |    | 12 | Tom Chilton         | 1              | 18 | Sergio Hernández    | 2            |   |
| 19             | Stefano D'Aste      | 2  |   |            |    |    |                         |    |    |                     |                | 18 | Michel Nykjær       | 2            |   |
| 19             | Félix Porteiro      | 2  |   |            |    |    |                         |    |    |                     |                | 18 | Tom Chilton         | 2            |   |
| Sébastien Loeb | 2                   |    |   |            |    |    |                         |    |    |                     | Alex MacDowall | 18 | 2                   |              |   |
| 24             | Pepe Oriola         | 1  |   |            |    |    |                         |    |    |                     |                | 18 | José María López    | 2            |   |
| 24             | Franz Engstler      | 1  |   |            |    |    |                         |    |    |                     |                | 25 | Peter Terting       | 1            |   |
| 24             | Colin Turkington    | 1  |   |            |    |    |                         |    |    |                     |                | 25 | Ryan Sharp          | 1            |   |
| 24             | Sergio Hernández    | 1  |   |            |    |    |                         |    |    |                     |                | 25 | Duncan Huisman      | 1            |   |
| 24             | Nicola Larini       | 1  |   |            |    |    |                         |    |    |                     |                | 25 | Luca Rangoni        | 1            |   |
| 24             | Salvatore Tavano    | 1  |   |            |    |    |                         |    |    |                     |                | 25 | Roberto Colciago    | 1            |   |
| 24             | Duncan Huisman      | 1  |   |            |    |    |                         |    |    |                     |                | 25 | Colin Turkington    | 1            |   |
| 24             | Peter Terting       | 1  |   |            |    |    |                         |    |    |                     |                | 25 | Félix Porteiro      | 1            |   |
| 24             | Gianni Morbidelli   | 1  |   |            |    |    |                         |    |    |                     |                | 25 | Fredy Barth         | 1            |   |
| 24             |                     |    |   |            |    |    |                         |    |    |                     |                | 25 |                     | Javier Villa | 1 |
|                |                     |    |   |            |    |    |                         |    |    |                     |                | 25 | Robert Dahlgren     | 1            |   |
|                |                     |    |   |            |    |    |                         |    |    |                     |                | 25 | Mehdi Bennani       | 1            |   |
|                |                     |    |   |            |    |    |                         |    |    |                     |                | 25 | Sébastien Loeb      | 1            |   |

Megjegyzés:
- A 2014-es magyar nagydíj után frissítve.

## Külső hivatkozások
- WTCC hivatalos honlap
- WTCC adatok
- Túraautós hírek angol nyelven
- Peter Still túraautós fotógalériái
- Redshoes-archive túraautós fotógalériák
- ETCC és WTCC Történelem
- A supertouring évek
- Michelisz Norbert Blog A WTCC magyar versenyzőjének hivatalos blogja
- WTCC képek-RallyFans.hu